# Robbie Williams (jogador de snooker)
Robbie Williams (Wallasey, 28 de dezembro de 1986) é um jogador profissional de snooker da Inglaterra. Profissional desde 2012, não ganhou nenhum evento do ranking mundial, o máximo que conseguiu foi chegar às semifinais do Open da Índia de 2013 (Indian Open). Sua melhor posição no ranking mundial foi um 47º lugar, alcançado em novembro de 2017.

## Finais na carreira

### Finais Pro–am: 2 (1 título, 1 vice)
| Resultado    | Ano  | Competição                | Adversário na final | Placar | Ref.  |
| Vice-campeão | 2008 | Pontins Pro–Am – Evento 2 | Stuart Bingham      | 1–4    | [ 5 ] |
| Campeão      | 2010 | Paul Hunter English Open  | Stephen Craigie     | 6–4    | [ 6 ] |